# NGC 152
NGC 152 este un roi deschis situat în constelația Tucanul. A fost descoperit în 20 septembrie 1835 de către John Herschel.